# Mavriki
Mavriki  este un oraș în Grecia în prefectura Ahaia.